# Macreupoca penai
Macreupoca penai là một loài bướm đêm trong họ Crambidae.